# دولنی رادخووا
دولنی رادخووا (به چکی: Dolní Radechová) یک منطقهٔ مسکونی در جمهوری چک است که در ناحیه ناخود واقع شده‌است. دولنی رادخووا ۴٫۲ کیلومتر مربع مساحت و ۸۰۰ نفر جمعیت دارد و ۳۹۵ متر بالاتر از سطح دریا واقع شده‌است.